# Дагпо Кагью
Дагпо Кагью (Тибетский: དྭགས་པོ་བཀའ་བརྒྱུད, Вайли: dwags po bka' brgyud) охватывает ветви школы Кагью тибетского буддизма, которые ведут свое происхождение от Гампопы (1079-1153), который был также известен как Дагпо Лхадже (Dagpo Lhaje) (Тибетский: དྭགས་པོ་ལྷ་རྗེ, Вайли: dwags po lha rje) "Врач из Дагпо" и Ньямед Дакпо Ринпоче "Несравненный Драгоценный из Дагпо". Все институциональные ветви традиции Кагью тибетского буддизма, сохранившиеся до наших дней, включая Дрикунг Кагью, Друкпа Кагью и Карма Кагью, являются ветвями Дагпо Кагью.
В узком смысле термин Дагпо Кагью иногда используется для обозначения именно ветви монастыря Дагла Гампо, принадлежавшего самому Гампопе. Эта ветвь перешла от Гампопы к его племяннику Дагпо Гомцулу. Дагпо Таши Намгьял (1511-1587) был важным ламой в этой линии.

## Традиции Дагпо Кагью
Следуя учениям Гампопы, возникли так называемые "Четыре первичных и восемь вторичных" линий передачи школы Дагпо Кагью.

### Четыре основные школы Дагпо Кагью
- Цалпа Кагью[нем.], основанная Чжан Юдракпой Цёндру Дракпой[1]
- Карма Кагью или Карма Камцанг, основанная первым Кармапой Дюсумом Кхьенпой.
- Баром Кагью, основанный Баромпой Дхармой Вангчугом[нем.][2]
- Пагдру Кагью[англ.], основанная Пхагмо Друпа Дордже Гьялпо (1110-1170)

### Восемь вторичных школ Дагпо Кагью

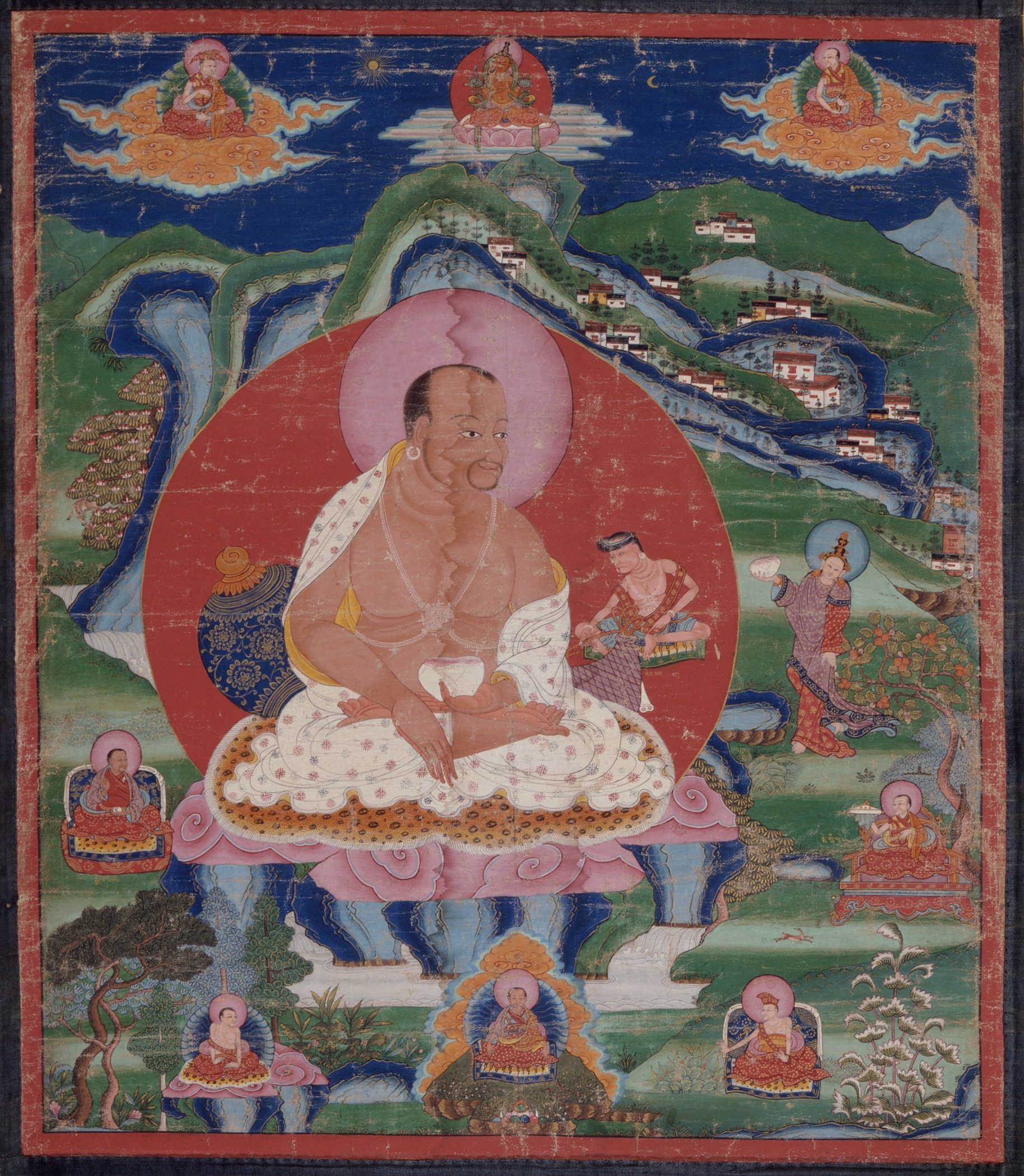
Лингрепа Падма Дордже, основатель школы Лингре Кагью

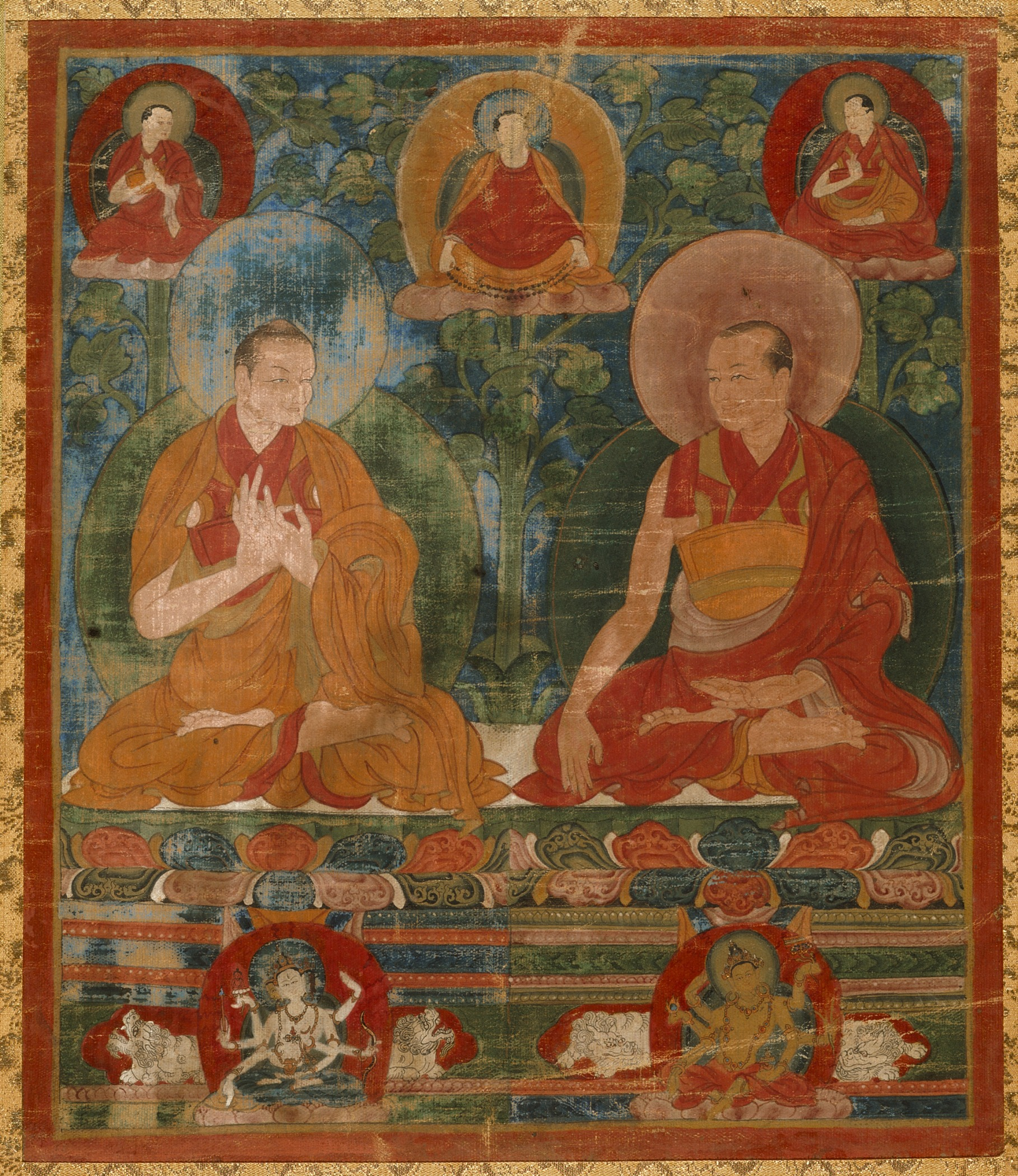
Сакьясри и Тропу Лоцава школы Тропху Кагью

Все восемь вторичных линий (zung bzhi ya brgyad или chung brgyad) Дагпо Кагью произошли от традиции Пагдру Кагью и были основаны старшими учениками Пхагмо Друпа Дордже Гьялпо или их непосредственными преемниками.
- Дрикунг Кагью, основанная Дригунг Кьобпа Джиктен Гёнпо Ринчен Пял (1143-1217)
- Таклунг Кагью[англ.], основанная Таклунгом Тангпа Таши Палом[англ.] (1142-1210).
- Лингре Кагью, основанная Лингрепой Пема Дордже (1128-1188) [3]
- Марцанг Кагью[нем.], основанный Марпой Друптобом Шерабом Еше, который основал монастырь Шо (ཤོ་དགོན) в Восточном Тибете.[4][5][6]
- Шугсеб Кагью[нем.], основанный Гьергом Цултрим Сенге (1144-1204).[7]
- Топу Кагью[нем.], основанная Гьял Ча Ринчен Гоном (1118–1195) и Кундэн Репа (1148–1217). Традиция была развита их племянником Тропу Лоцава.[8]
- Язанг Кагью[нем.], основанный Заравой Келден Еше Сенге[нем.] (1168–1207)[9]
- Йелпа Кагью[нем.] была основана Йелпа Еше Цек (1134-1194)[10][11]

### Друкпа Кагью
Друкпа Кагью, часто перечисляемая вне четырех первичных и восьми вторичных школ, была основана учеником Линг Репы Цангпа Гьяре (1161-1211). Его пятое воплощение и восемнадцатый носитель наследственной линии, Шабдрунг Нгаванг Намгьял (1594-1651), 1-й Жабдрунг Ринпоче, он основал государство Бутан и утвердил Южную традицию Друкпа Кагью в качестве государственной религии.

## Школы Дагпо Кагью сегодня
Основными направлениями Дагпо Кагью, существующими сегодня как организованные школы, являются Карма, Дрикунг и Друкпа Кагью. По большей части, учения и основные эзотерические традиции других направлений Дагпо Кагью были поглощены той или иной из этих трех независимых школ.

## Смотрите также
- Школы буддизма